# Угловська сільська рада (Угловський район)
Угло́вська сільська рада (рос. Угловский сельский совет) — сільське поселення у складі Угловського району Алтайського краю Росії.
Адміністративний центр — село Угловське.

## Історія
2015 року були ліквідовані Мирненська сільська рада (села Бор-Кособулат, Ляпуново, селище Мирний) та Шадрухинська сільська рада (село Шадруха), території увійшли до складу Угловської сільської ради.

## Населення
Населення — 5686 осіб (2019; 6144 в 2010, 6994 у 2002).

## Склад
До складу сільської ради входять:
| Населений пункт        | Населення, осіб (2002) | Населення, осіб (2010) |
| ---------------------- | ---------------------- | ---------------------- |
| Бор-Кособулат, село    | 154                    | 100                    |
| Ляпуново, село         | 174                    | 133                    |
| Мирний, селище         | 849                    | 655                    |
| Новоугловський, селище | 314                    | 282                    |
| Угловське, село        | 4781                   | 4368                   |
| Шадруха, село          | 722                    | 606                    |